# Alpheus homochirus
Alpheus homochirus is een garnalensoort uit de familie van de Alpheidae. De wetenschappelijke naam van de soort is voor het eerst geldig gepubliceerd in 1935 door Yu.